# Mont Pelvoux
De Mont Pelvoux is een berg in het Franse Pelvouxmassief, die naar deze berg is vernoemd. De berg heeft een hoogte van 3946 meter en ligt in het Nationaal park Écrins. Lang werd gedacht dat de Mont Pelvoux de hoogste berg van het massief zou zijn en dus ook (voor 1792) de hoogste van het koninkrijk Frankrijk. Savoye werd immers pas in 1792 (en 1860 definitief) geannexeerd door de Franse Republiek als het departement Mont-Blanc. Later bleek de Barre des Écrins hoger te zijn. Deze berg was door het imposante karakter van de Mont Pelvoux niet te zien vanuit het dal van de Durance.
Het hoogste punt van de Mont Pelvoux is Pointe Puiseux. Drie andere lagere pieken zijn:
- Pointe Durand (3932 m)
- Petit Pelvoux (3753 m)
- Trois Dents du Pelvoux (3682 m)